# Maischen
Maischen (spreek uit: maaisjen) is een onderdeel van het bierbrouwproces. Tijdens het maischen wordt de geschrote mout gemengd met warm water. De enzymen die tijdens dit proces vrijkomen breken het zetmeel in de mout af tot enkelvoudige suikers. Het mengsel dat uit dit proces voortkomt heet wort en bevat hoofdzakelijk de vrijgekomen enkelvoudige suikers. De vaste deeltjes die achterblijven noemt men draf of bostel. Deze draf bevat het kaf van de gerst en andere niet-oplosbare stoffen zoals eiwitten. Het wort en de draf worden na het maischen gescheiden door een filtratie. De suikers in het wort worden later, tijdens de gisting, in alcohol omgezet. 

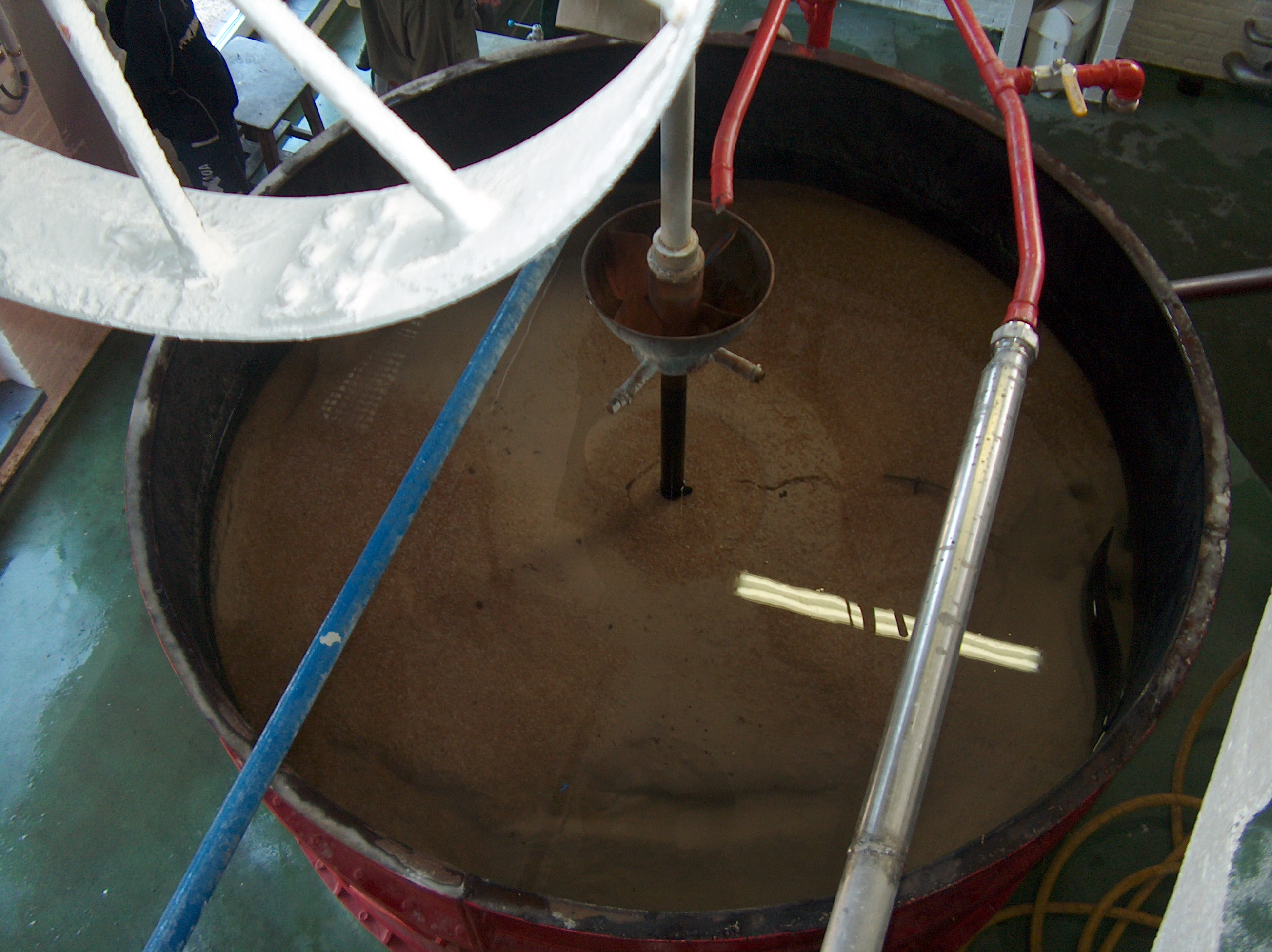
Een vol maischvat (lambiekbrouwerij)

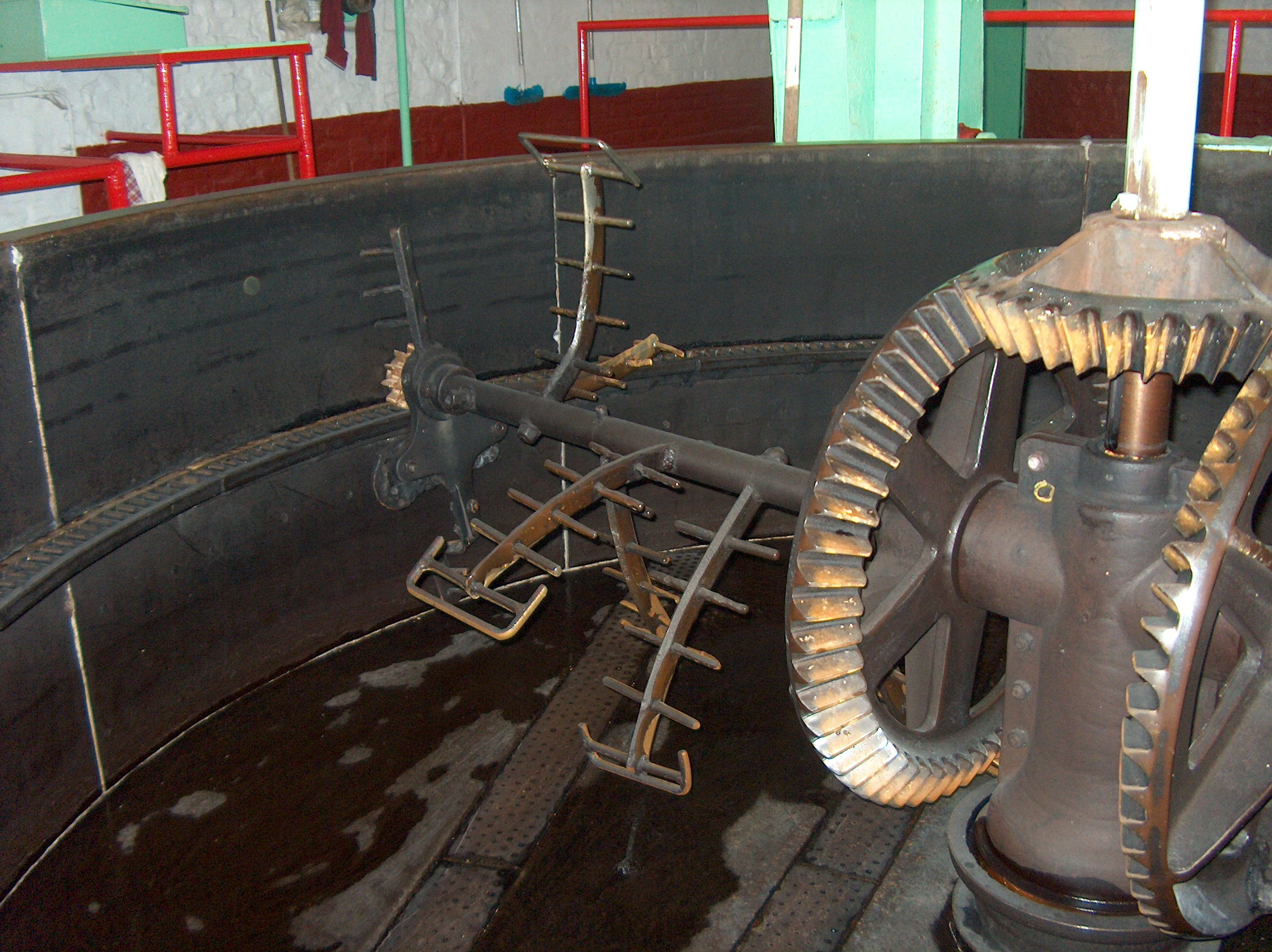
Een leeg maischvat met raderwerk (lambiekbrouwerij)